# Bibikkan

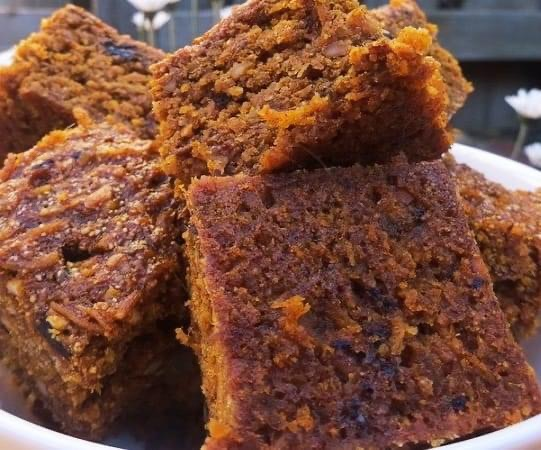
Fotografia de pedaços de Bibikkan.

Bibikkan, também chamado “pol-cake” ou “porunu-appa”, é um bolo tipico do Sri Lanka, sempre preparado para o Ano Novo cingalês e tamil, feito à base de semolina, coco ralado e várias conservas de frutas e condimentos.  
Começa por se preparar a mistura de coco (“pani pol”), assando numa frigideira sementes de funcho e de cardamomo, que são depois triturados; na mesma frigideira, assa-se casca de laranja ou lima cristalizada e gengibre e reserva-se. Numa panela, aquece-se açúcar ou jagra até formar um xarope; tira-se do lume e mistura-se coco ralado. A esta mistura, juntam-se os temperos já preparados, semolina (que segundo uma receita, deve ser ligeiramente torrada), caju e tâmaras cortadas em pequenos pedaços, compota de melão, sal, baunilha, canela, água de rosas e fermento em pó (uma receita aconselha a misturar um ovo batido, para a mistura ficar mais leve). Coloca-se numa forma untada e põe-se a cozer em forno brando durante uma hora e meia a duas horas.